# Joyce Sombroek
Joyce Sombroek (Alkmaar, 10 september 1990) is een Nederlands hockeyster. Ze heeft alle nationale jeugdselecties doorlopen en speelde 117 officiële interlands (peildatum 1 oktober 2016). Op 29 juni 2010 debuteerde ze tijdens de Rabo Trophy in het Nederlands team en daarmee was ze de jongst debuterende keepster ooit. Later die zomer speelde ze de Champions Trophy en werd ze eerste keepster bij het wereldkampioenschap in Argentinië. In 2011 werd ze Europees kampioen en won ze de Champions Trophy. In 2012 deed ze mee aan de Olympische Zomerspelen 2012 en werd ze met het Nederlands team olympisch kampioen. Na de Olympische Spelen werden alle speelsters koninklijk onderscheiden en benoemd tot Ridder in de Orde van Oranje-Nassau. Op 14 juni 2014 werd het Nederlands team in Den Haag Wereldkampioen. Sombroek heeft gedurende het hele toernooi geen enkel doelpunt tegen gekregen en werd mede vanwege deze unieke prestatie in 2014 verkozen tot beste keepster van de wereld door de Féderation Internationale de Hockey (FIH). In 2015 won Sombroek deze prijs wederom. Op 2 februari 2017 maakte Sombroek bekend te stoppen als international wegens een versleten heup.
De hockeycarrière van Sombroek begon op haar zevende bij de Lochemse Hockey Club, waar ze op haar elfde begon met keepen. Op haar veertiende ging ze naar Schaerweijde waar ze voor de B1 en A1 uit kwam en twee jaar met dames 1 in de Overgangsklasse heeft gespeeld. Op haar achttiende maakte ze de overstap naar hockeyclub Laren en daarmee naar de top van de Rabo Hoofdklasse. Met Laren dames 1 behaalde ze zeven keer de play-offs en werd ze in het seizoen 2009-2010, 2010-2011 en 2011-2012 vice-landskampioen. Op Europees niveau haalde ze met dit team in 2010-2011 brons en in 2012-2013 zilver. In 2011-2012 werd ze Europees clubkampioen door Den Bosch te verslaan in de finale. De laatste titels die Sombroek als keepster van Laren dames 1 behaalde waren het Nederlands kampioenschap zaalhockey in 2018 en het Europees clubkampioenschap in de zaal in 2019.
Sombroek studeerde geneeskunde aan de Vrije Universiteit en is nu werkzaam als arts en spreker. Daarnaast zet ze zich in voor diverse goede doelen.

## Olympische Spelen
Op de Olympische Spelen in 2012 in Londen stopte Sombroek in de halve finale tegen Nieuw-Zeeland drie van de vier shoot-outs. Nederland won de finale vervolgens met 2-0 van Argentinië en prolongeerde daarmee haar olympische titel.
Tijdens de Olympische Zomerspelen van 2016 speelde Sombroek wederom een grote rol bij het bereiken van de finale. In de halve finale tegen Duitsland stopte ze vier shoot-outs. Groot-Brittannië was vervolgens de tegenstander in de finale. Nadat de wedstrijd op 3-3 was blijven steken in de reguliere speeltijd bleek Groot-Brittannië een maatje te groot in de shoot-out-serie (0-2).

## Onderscheidingen
- In het seizoen 2009-2010 verkozen tot grootste talent van de Rabo Hoofdklasse
- In het jaar 2010 en 2011 verkozen als keepster van het FIH All-Star Team[3]
- In 2011 genomineerd door Féderation Internationale de Hockey (FIH) voor Worldhockey Young Player of the Year.
- In het seizoen 2011-2012 verkozen tot beste speelster in de Rabo Hoofdklasse door coaches van alle hoofdklasseclubs.
- In 2014 door de Féderation Internationale de Hockey (FIH) verkozen tot beste keepster van de wereld.
- In 2015 door de Féderation Internationale de Hockey (FIH) verkozen tot beste keepster van de wereld.

## Erelijst
|        | Toernooi               | Jaar | Plaats                                     | Land       |
| ------ | ---------------------- | ---- | ------------------------------------------ | ---------- |
| Zilver | Rabo Trophy            | 2010 | Alkmaar - Enschede - Bussum - Valkenswaard | Nederland  |
| Zilver | Champions Trophy       | 2010 | Nottingham                                 | Engeland   |
| Zilver | Wereldkampioenschap    | 2010 | Rosario                                    | Argentinië |
| Goud   | Champions Trophy       | 2011 | Amstelveen                                 | Nederland  |
| Goud   | Europees Kampioenschap | 2011 | Mönchengladbach                            | Duitsland  |
| Brons  | Champions Trophy       | 2012 | Rosario                                    | Argentinië |
| Goud   | Olympische Spelen      | 2012 | Londen                                     | Engeland   |
| Brons  | Europees Kampioenschap | 2013 | Boom                                       | België     |
| Goud   | Hockey World League    | 2014 | Tucumán                                    | Argentinië |
| Goud   | Wereldkampioenschap    | 2014 | Den Haag                                   | Nederland  |
| Brons  | Champions Trophy       | 2014 | Mendoza                                    | Argentinië |
| Zilver | Europees Kampioenschap | 2015 | Londen                                     | Engeland   |
| Zilver | Champions Trophy       | 2016 | Londen                                     | Engeland   |
| Zilver | Olympische Spelen      | 2016 | Rio de Janeiro                             | Brazilië   |